# Mostiště (hrad)
Mostiště byl hrad, jehož pozůstatky se nacházejí u obce Mostiště v těsné blízkosti kostela sv. Marka.

## Historie
Hrad vystavěli příslušníci meziříčské větve rodu Tasovců, a to v oblasti která se vydělila z velkomeziříčského panství. Před tím, než ji rod získal, patřila v roce 1240 klášteru v Předklášteří u Tišnova. Za první zmínku o hradu se považuje predikát šlechtice Jindřicha z Mostic, který se připomíná roku 1317. O hradě se pak přímo hovoří až roku 1358. Roku 1370 panství postoupil Buněk z Mostic markraběti Janu Jindřichovi, ale vše přijal zpět jako léno. Na počátku 15. století tato větev rodu vymřela. Pozdější markrabě asi udělil léno pánům z Lipé, v jejichž rukách bylo v roce 1417. Pak bylo panství připojeno k Velkému Meziříčí a jeho hradu. Roku 1447 zapsal Jiří z Kravař celé panství Janovi staršímu z Lomnice. Hrad se tehdy již ve výčtu neuváděl a soudí se, že zanikl v husitských válkách, ale protože se nezmiňuje už roku 1417, je možné, že byl opuštěn již dříve (za markraběcích válek?). 
K hradu náležely obce Mostiště, Pavlov, Telečkov, Znětín (dnes Znětínek), Ostrov nad Oslavou, Kněževes, Jesenov (dnes pustý), Bor (dnes Bory), Martiničky, Kamenná (dnes Martinice), Oslavice a Vídeň.

## Popis
Jádro hradu má přibližně šestiúhelnou dispozici o rozměrech 43 x 37 metrů. Na východní a snížené části se nacházejí nově vykopané zbytky zdiva malého stavení a hrázky pozůstalé po zdivu dalšího stavení. Vyšší západní část je rozbrázděna různými výkopy. Za náznak paláce lze považovat dlouhou prohlubeň podél jihovýchodního boku. Stopy po věži chybějí. Hrady rodu Tasovců byly ostatně bezvěžové. Na severovýchodě přetíná klesající hřeben mohutný příkop široký přes 20 metrů a hluboký 6 metrů. Na hřebenu za příkopem možná stála nějaká srubová stavba. Pak následuje ještě další příkop šířky 19 metrů a hloubky 9 metrů. Ten je dnes částečně vyplněn silničním mostem. K hradu byl zřejmě přiřazen kostelík svatého Marka (na jihozápadním předhradí?). 